# 스펀 폭포
스펀 폭포(중국어: 十分瀑布, 병음: Shífēn Pùbù)는 타이완 신베이시 핑시구에 있는 폭포이다. 타이완 철로 관리국 핑시선 스펀역에서 갈 수 있으며, 지룽강 상류에 위치해 있다. 높이 약 20 미터, 너비 약 40 미터로, 타이완에서 가장 큰 폭포이다.